# Georg Thopia
Georg Thopia II. (albanisch Gjergj Topia; * um 1355; † vor 26. Oktober 1392 in Durrës) war ein albanischer Fürst aus dem Hause Thopia. Er herrschte als Nachfolger seines Vaters Karl Thopia von 1388 bis 1392 über die Hafenstadt Durrës in Mittelalbanien, die er kurz vor seinem Tod der Republik Venedig übereignete. Er war mit der serbischen Adeligen Theodora Brankovic verheiratet.

## Leben
Georg hatte 1388 nur mehr einen kleinen Teil vom Fürstentum seines Vaters übernehmen können, denn ein Großteil war bereits zu Lebzeiten in die Hände der Osmanen gefallen. Übrig geblieben war wenig mehr als Durrës und dessen nächste Umgebung. Um die Eroberung der Hafenstadt durch die Türken zu verhindern, lehnte sich Georg Thopia eng an die Republik Venedig an. Im März 1388 erklärte sich der venezianische Senat bereit, Georg mit Truppen und Getreidelieferungen zu unterstützen. Gleichzeitig signalisierte man ihm, dass die Republik auch die volle Herrschaft in Durrës übernehmen würde, falls Georg dies wünsche. Im Falle seines Todes war Venedig ohnehin entschlossen, sein Erbe anzutreten, damit der wichtige Stützpunkt nicht in die Hände der Türken fiele.
Zugleich suchte Venedig eine Partei in Durazzo für sich zu gewinnen, die dafür sorgen sollte, dass sich nach dem Ableben des kränklichen Georgs nicht die osmanischen Nachbarn dort festsetzten, sondern das Banner des heiligen Markus aufgezogen würde. Besonders eifrig erwiesen sich der dortige Bischof Demetrios Resa, der Woiwode Borilas (der Borla), der Kapitän Ghin Sguro [Gjin Skura] und dessen Verwandter Progan Sguro (oder Pogon Skura) sowie Tanuß Thopia (Tanuss), der Vetter des Fürsten Georg Thopia.
Als die Osmanen im Oktober 1388 einen neuen Angriff auf Durrës unternahmen, reisten Georg und Georg II. Balsha von Vlora in die Lagunenstadt, um erneut Truppenhilfe zu erbitten. Im Februar 1389 konnten sie zusammen mit einem venezianischen Kontingent nach Albanien zurückkehren.
Gleichzeitig wurde die venezianische Diplomatie aktiv, um in Durrës die Machtübernahme der Serenissima vorzubereiten. Aus einer Urkunde vom 27. Februar 1389 geht hervor, dass der „ehrwürdige“ Bischof Dimitri, der Adlige Thanussius Tobia, der Kapitän Gurenus Schuro, der Woiwode Borille, Andreas Misachi und Alexius Ricardi von Marno, „alles wertvolle Bürger von Durazzo“, vom Dogen Antonio Venier  für ihre Dienste, „dass die Stadt nicht in die Hände der Türken fällt“, jährlich 300 Dukaten erhalten sollten und das solange „die Stadt in venezianischen Händen war“.
Zusätzlich geriet der Fürst von Seiten Roms unter Druck. Papst Bonifatius IX. erklärte Georg im April 1391 für abgesetzt, weil dieser sich mit dem Gegenpapst in Avignon eingelassen haben sollte. Als Herren von Durrës wollte der Papst Georg II. Balsha einsetzen.
Zu Georg Thopias Unglück verbündete sich das nordalbanische Adelsgeschlecht der Dukagjini mit den Türken. Ebenso wandte sich Konstantin Kastrioti († 1402 enthauptet in Durrës; Sohn von Pal Kastrioti), der mit Georgs Schwester Helena verheiratet war, an Sultan Bayezit, ihm die Herrschaft über Durrës als Lehen zu erteilen.
Dagegen beschloss Venedig am 2. Mai 1391, dem Fürsten Truppen unter dem Kastellan Paolo da Canale zu schicken. Marino Cocco (1391–1393) wurde als Rektor dem Fürsten zur Seite gestellt, während ein weiterer Venezianer, Paolo da Canale, zum Festungskommandanten ernannt wurde. Da sich Georgs Zustand aber verschlimmerte, wurde dem Golfkapitän Saraceno Dandolo am 8. März 1392 eine Vollmacht ausgestellt, Stadt und Burg in Besitz zu nehmen, doch auf friedlichem Wege, damit die Osmanen keinen Grund hatten sich einzumischen. Als Dandolo vor Georg erschien, übergab dieser die Burg an Venedig und hisste das Banner der Republik. Im Gegenzug sollten Georg außer der Burgkirche die Stadt und deren Einkünfte auf Lebenszeit verbleiben und erst nach seinem Tod an Venedig fallen. Am 9. August erschienen die Gesandten des „katholischen Fürsten“ Thopia, der Erzbischof Johann von Durazzo, der venezianische Protovistiar Philipp Barelli und Philipp Zaperinis, Bürger von Durrës, vor dem Senat und baten denselben, „ihrem von den Türken schwer bedrängten Herrn, der treu zur römischen Kirche halte, den von Dandolo verheißenen Schutz feierlich zu verbriefen“, was am 18. August vom Dogen Antonio Venier ratifiziert wurde. Venier gelobte Thopia Schutz und Vermittlung seinen Nachbarn gegenüber, ermahnte ihn aber zugleich mit letzteren Frieden zu halten und überhaupt als ein guter, milder und gerechter Fürst zu regieren. Man unterstützte ihn finanziell und sandte ihm ein neues Banner des heiligen Markus. Durrës wurde vollständig venezianisch. Sein Tod wurde dem Senat der Republik im Oktober 1392 gemeldet.
Am 20. Februar 1393 wurde Francesco Giorgio auf zwei Jahre (bis 1395) zum Bailo und Kapitän von Durrës ernannt. Marino Cocco übergab ihm die Stadt. Im April verordnete Francesco Giorgio allen Baronen der Familie Thopia die Amnestie aller etwaiger Räubereien. Die vornehmsten Bürger der Stadt und die Albanerhäuptlinge in der Nähe erhielten Geschenke und Pensionen, so der Wojwode Borla, Andreas III. Musachi, Progan Sguro (oder Pogon Skura), Andreas Resa (Bruder des verstorbenen Bischofs Demetrios) und Komnenos Spata (Schwiegervater von Niketa Thopia (auch Niketta oder Nicheta), Cousin zweiten Grades von Helena Thopia).

## Familie
Georg starb, ohne Erben zu hinterlassen. Er hatte mehrere Geschwister, von denen Helena sein Erbe antrat.